# 𬸚𬸦 (游戏)
《鸑鷟》是由中国大陆同人游戏制作组Youth-Bloom制作的AVG电子游戏系列，其序章《镜花水月》于2009年10月3日发售。外传《橘子传》是一个发生在鸑鷟平行世界中的短篇小故事，2010年5月14日发布。

## 剧情梗概
男主角邵晓风是一名普通的高中学生。虽然母亲得了重病，但是总体来说，他每天还是过着平常的生活。但这些却随着转校生戴子玲的出现而改变了。神秘的戴子玲身上究竟有什么秘密？故事就在邵晓风、戴子玲、邵晓风的妹妹小雅和邵晓风所在班的班长之间展开了。

### 出场人物
邵晓风（配音：隐伊布）
男主角。与其他高中生相比似乎没有什么不同的普通学生，除了略显坎坷的身世没有任何特别之处。
由于被母亲告知父亲早在自己不满两岁时就因事故去世而对父亲抱有复杂的心情。虽然母亲身患重病，长期住院，可是由于他拥有一个可爱的妹妹，家庭生活也可以说是十分幸福。
但是，这看似平常的一切，却随着戴子玲的到来而改变。
戴子玲（配音：樱华雪洛）
周圍人眼中充滿神秘色彩的謎樣轉學生，似乎是來自於某遙遠的北歐國家、某沒落貴族的後裔。金發碧眼，有著異於常人的驚艷外表。
看似文靜有禮的外表下似乎隱藏著什麼。並且不知出於何種原因，她對邵曉風似乎有著“濃厚”的興趣。更多情況未知。
邵小雅（配音：新月冰冰）
邵曉風的妹妹，清新天然的外表下有著同樣溫柔可人的心，各項成績優異的小雅正在備戰中考中，目標是哥哥的學校。
聪明乖巧，家事万能，能言善道，很受长辈和朋友们的宠爱。
最在意的人是媽媽和哥哥，因為母親住院的緣故，平日裡打點家事的都是小雅，更做得一手好菜。對於曉風似乎有著不同於兄妹之情的另一種模糊的感情。
班长（配音：JO皎皎）
邵晓风所在班级的班长。
品学兼优，有着不错的相貌和身材。在同学之间有很高的威信，老师对她也非常信任。但不知为何对于提及自己的名字十分排斥。身处班长一职，对原则性问题过于敏感。
对于班级拥有相当强的统御力，平时在各方面的表现都很强势。出于对班级负责等原因，对邵晓风有特别的关注。
母亲（配音：SANAE様）
邵晓风和小雅的母亲，对于儿女的心理和言行有着敏感的感应能力和温柔而强大的操作能力。
但是出于某些不知名的原因，有一段记忆是模糊不清的。
原是某大学历史系的高才生毕业后留校，但是身体状况却在怀上晓风之后每况愈下，最终不得不辞去了大学的工作。
如今身体更是恶化到了只能住院接受治疗的地步。
橘紅（配音：姬萦祺）
高一（1）班的生活委員。（正式體驗版新增人物）
性格溫柔內向，愛好涉獵廣泛，自認為是位藝術家。平時看起來像個乖乖女，不喜歡做出風頭的事情。
但是一遇到自己喜歡的事情卻會變得意外的執著，甚至鑽牛角尖。翟田評價：“比較賢惠”。
翟田（配音：宇文子牙）
邵晓风的死党。被邵晓风昵称为「智障同学」。性格“活泼开朗”，富有「生命力」，对一切美好的事物或者说是「实物」都充满了「遐想」。
家中经营着一家咖啡店，家庭条件还算优越。
和其他许多拥有悲剧命运的男配角一样，虽然对于青春十分向往，但是由于智商等问题而欠缺机会。
翟大叔:
翟田的父亲。经营一家咖啡店，平时十分关心邵晓风及小雅。与儿子翟田的低智商相对应的是他虽长有大叔的外表却仍怀有的童心。

## 发布消息
- 2008年10月4日 目前已知最早的宣传，主创人物都已经确定，游戏名称定为鸑鷟：序：镜花水月[3]。

- 2008年10月14日 主题曲创作完成[4]。

- 2008年12月25日 圣诞测试版放出[5]，宣传的力度逐渐增大。

- 2009年3月29日 在官方QQ群放出BackLog预览。

- 2009年4月1日 ID为“钱君”的制作组人员放出“正式版将于5月28日在魔都同人祭发售”的消息。然而由于日期的特殊性，此言的可行度不敢保证。

- 2009年4月30日 官方放出消息，证实制作已经进入最后阶段，宣传工作已经全面开展[6]。

- 2009年5月26日 论坛专区地址[7]于官方QQ群公布。

- 2009年5月28日 在论坛专区地址公布了正式测试版[8]，并为正式版必须延期推出道歉。实际上此版本为无Voice的《鸑鷟：橘子传》。

- 2009年10月3日 《鸑鷟：镜花水月》正式版宣布发布[9]。

- 2009年10月21日 制作组宣布发布《鸑鷟：镜花水月》的简装版[10]。

- 2010年5月14日 《鸑鷟：橘子传》的Full Voice版本发布[11]。